# Engadget
Engadget — многоязычный блог о технологиях, публикующий новости о гаджетах и потребительской электронике. В настоящее время в Engadget 4 блога на английском языке и 6 на других языках, с независимыми редакторскими коллективами. Engadget входил в первую пятерку сайтов в рейтинге «Technorati top 100» и упоминался журналом TIME как один из лучших блогов 2010 года.

## История
Engadget был основан бывшим редактором и сооснователем технологического блога Gizmodo, Peter Rojas.
В нём ежедневно публиковалось по несколько статей о потребительской электронике, слухи о мире технологий, собственные мнения. С октября 2004 еженедельно выходит подкаст Engadget Podcast, в котором рассказывается о технологических новинках за неделю.
Engadget был крупнейшим блогом сети Weblogs, Inc. (в которую входило более 75 блогов, включая Hack-A-Day). Сеть Weblogs была приобретена AOL в 2005 году.

## Награды
Блог Engadget номинировался на различные награды, включая 2004 Bloggie 2004 «Best Technology Weblog», Bloggie 2005 «Best Computers or Technology Weblog» и «Best Group Weblog». В 2004 и 2005 годах Engadget получал награду «Best Tech Blog» от Weblog Awards.
Шоу The Engadget Show получило две награды Webby в 2011 году,.